# هيلين غريمو
هيلين غريمو (بالفرنسية: Hélène Grimaud)‏ وهي عازفة بيانو كلاسيكي فرنسية ولدت في يوم 7 نوفمبر 1969 في مدينة آكس آن بروفانس في فرنسا، تلقت تعليمها من قبل العازف الأرجنتيني دانييل بارينبويم وعزفت في عدة قاعات عالمية.
هيلين مغرمة بالذئاب، فتقوم بدراستها وتحريرها. وتقسم أوقاتها بين الموسيقى وبين مركز المحافظة على الذئاب، الذي أسسته رفقة المصور J. Henry Fair.

## روابط خارجية
- هيلين غريمو على موقع IMDb (الإنجليزية)
- هيلين غريمو على موقع مونزينجر (الألمانية)
- هيلين غريمو على موقع ميوزك برينز (الإنجليزية)
- هيلين غريمو على موقع أول ميوزيك (الإنجليزية)
- هيلين غريمو على موقع ديسكوغز (الإنجليزية)